# Mecyna submedialis
Mecyna submedialis is een vlinder uit de familie van de grasmotten (Crambidae), uit de onderfamilie van de Spilomelinae. De wetenschappelijke naam van deze soort is voor het eerst voorgesteld als Botis submedialis door Augustus Radcliffe Grote in een publicatie uit 1876.
De soort komt voor in Canada en de Verenigde Staten.